# بيدرو جالفاو
بيدرو جالفاو (بالإسبانية: Pedro Galvão) هو سباح أرجنتيني، ولد في 14 يونيو 1934 في بوينس آيرس في الأرجنتين.

## وصلات خارجية
- بيدرو جالفاو على موقع الاتحاد الدولي للسباحة (الإنجليزية)
- بيدرو جالفاو على موقع SwimRankings.net (الإنجليزية)
- بيدرو جالفاو على موقع اللجنة الأولمبية الدولية (الإنجليزية)
- بيدرو جالفاو على موقع أوليمبيديا (الإنجليزية)